# Laguna Blanca (Chaco)
Laguna Blanca é uma cidade da Argentina, localizada na província de Chaco.